# Прюньи
Прюньи́ (фр. Prugny) — коммуна во Франции, находится в регионе Шампань — Арденны. Департамент — Об. Входит в состав кантона Эстиссак. Округ коммуны — Труа.
Код INSEE коммуны — 10307.
Коммуна расположена приблизительно в 140 км к юго-востоку от Парижа, в 85 км южнее Шалон-ан-Шампани, в 12 км к юго-западу от Труа.

## Население
Население коммуны на 2008 год составляло 421 человек.
| 1962 | 1968 | 1975 | 1982 | 1990 | 1999 | 2008 |
| ---- | ---- | ---- | ---- | ---- | ---- | ---- |
| 82   | 92   | 145  | 259  | 300  | 315  | 421  |

## Администрация
| Период | Период | Фамилия              | Партия                                                              | Примечания |
| ------ | ------ | -------------------- | ------------------------------------------------------------------- | ---------- |
| 1983   | 1989   | Дюртель де Сен-Совёр |                                                                     |            |
| 1989   | 2008   | Люсьен Боненфан      | Объединение в поддержку республики, затем Союз за народное движение |            |
| 2008   |        | Филипп Котель        |                                                                     |            |

## Экономика
В 2007 году среди 268 человек в трудоспособном возрасте (15—64 лет) 197 были экономически активными, 71 — неактивными (показатель активности — 73,5 %, в 1999 году было 76,7 %). Из 197 активных работали 193 человека (102 мужчины и 91 женщина), безработных было 4 (2 мужчины и 2 женщины). Среди 71 неактивных 23 человека были учениками или студентами, 36 — пенсионерами, 12 были неактивными по другим причинам.

## Фотогалерея

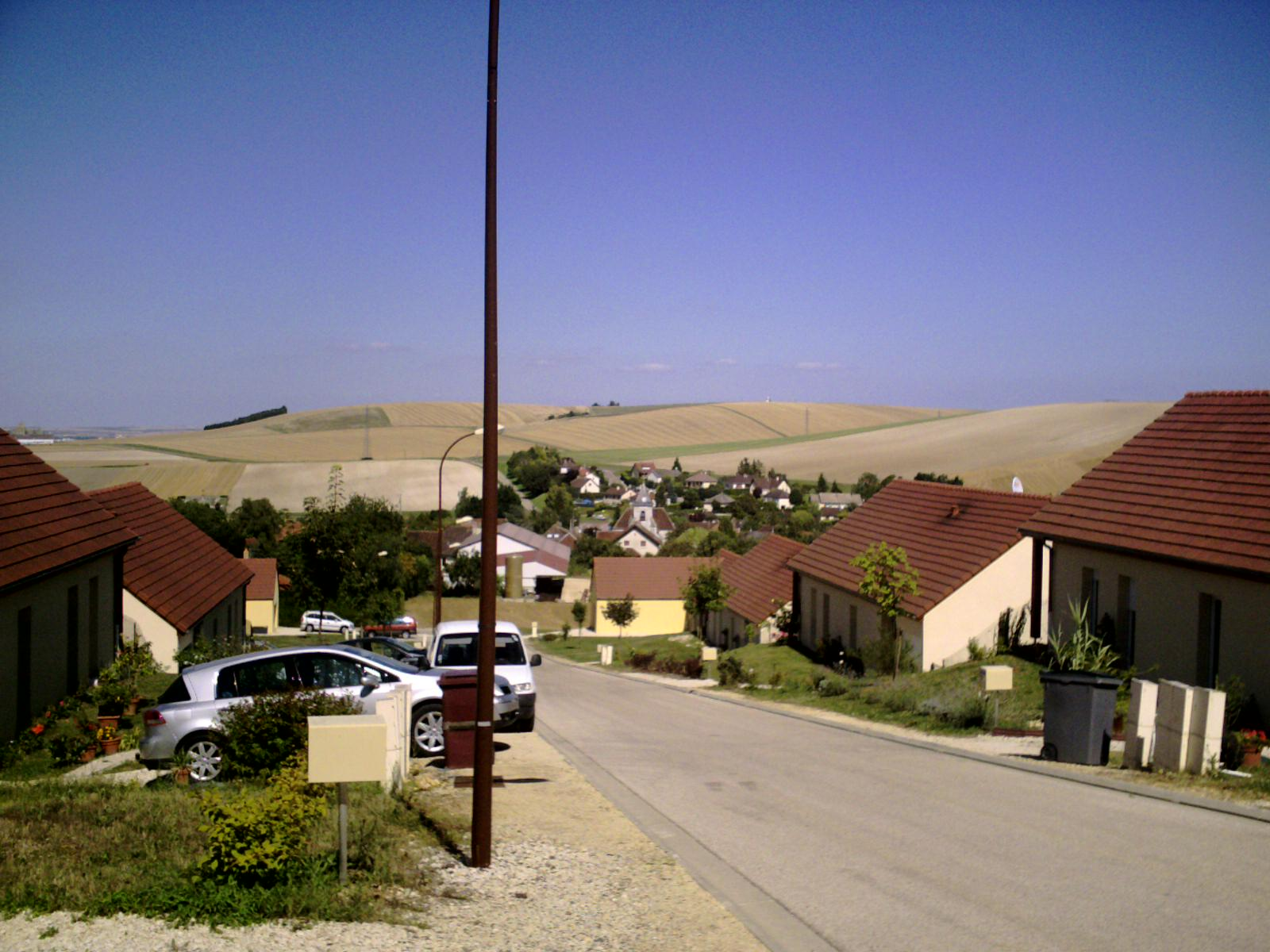
Прюньи
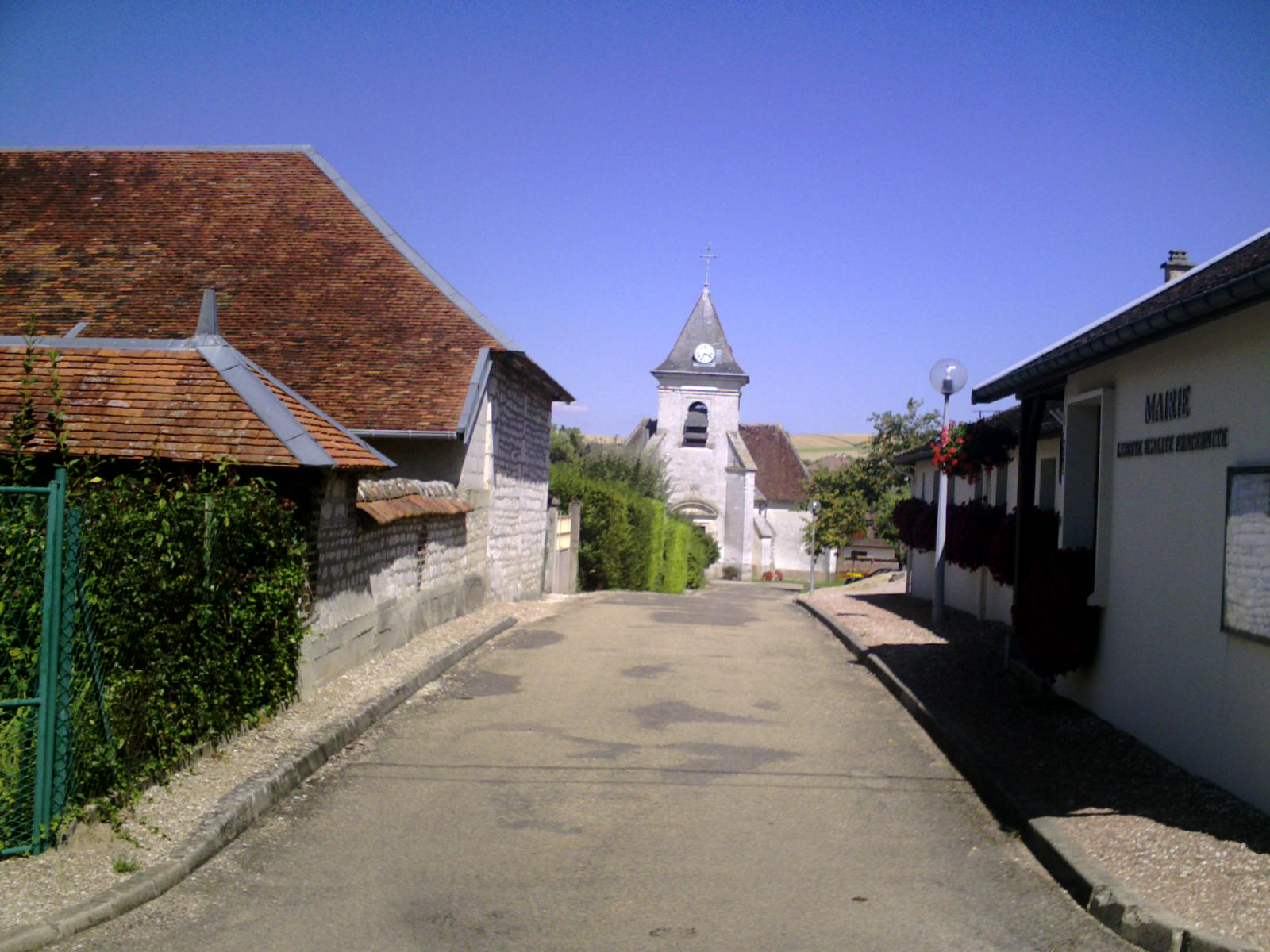
Прюньи
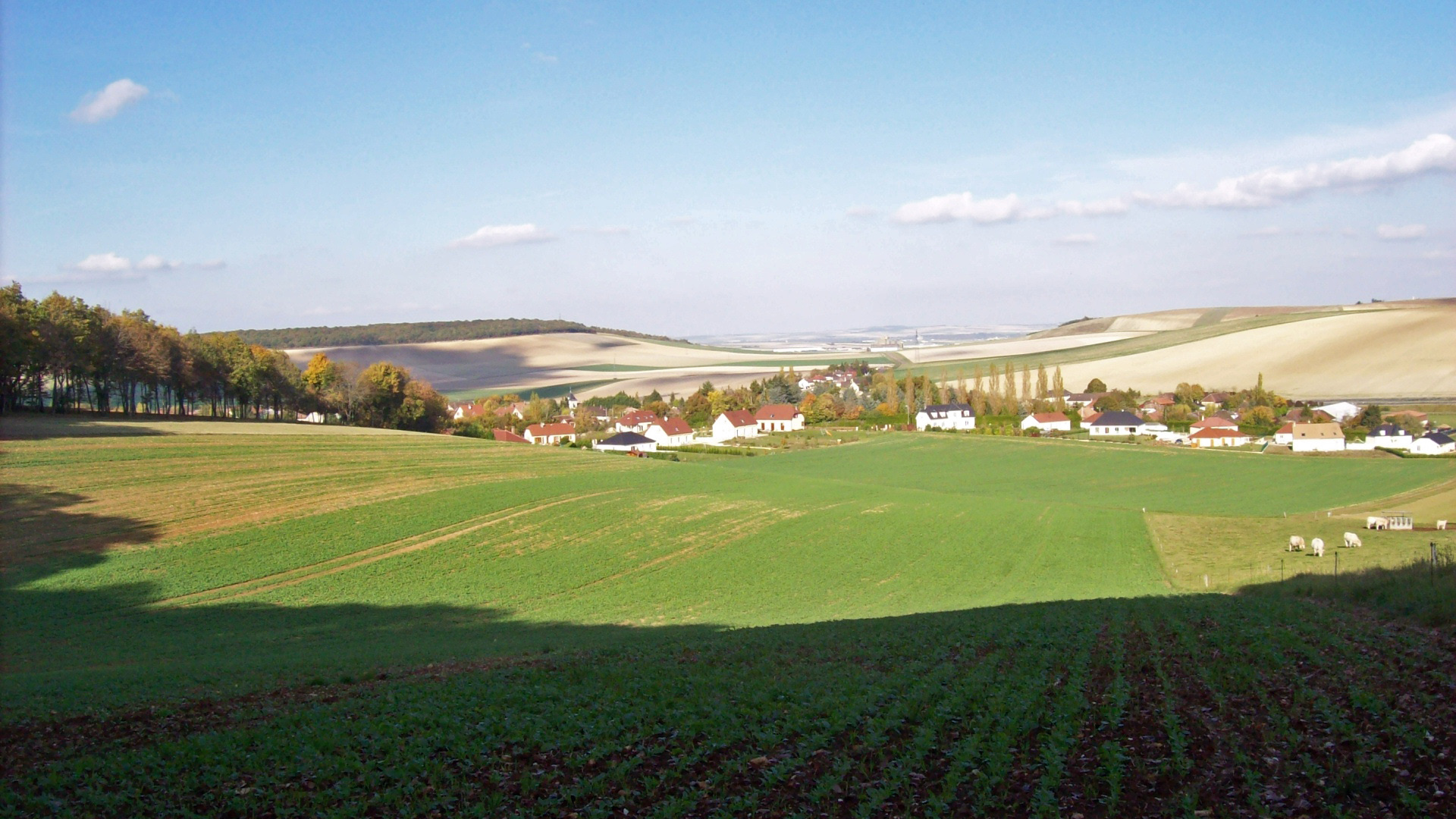
Прюньи
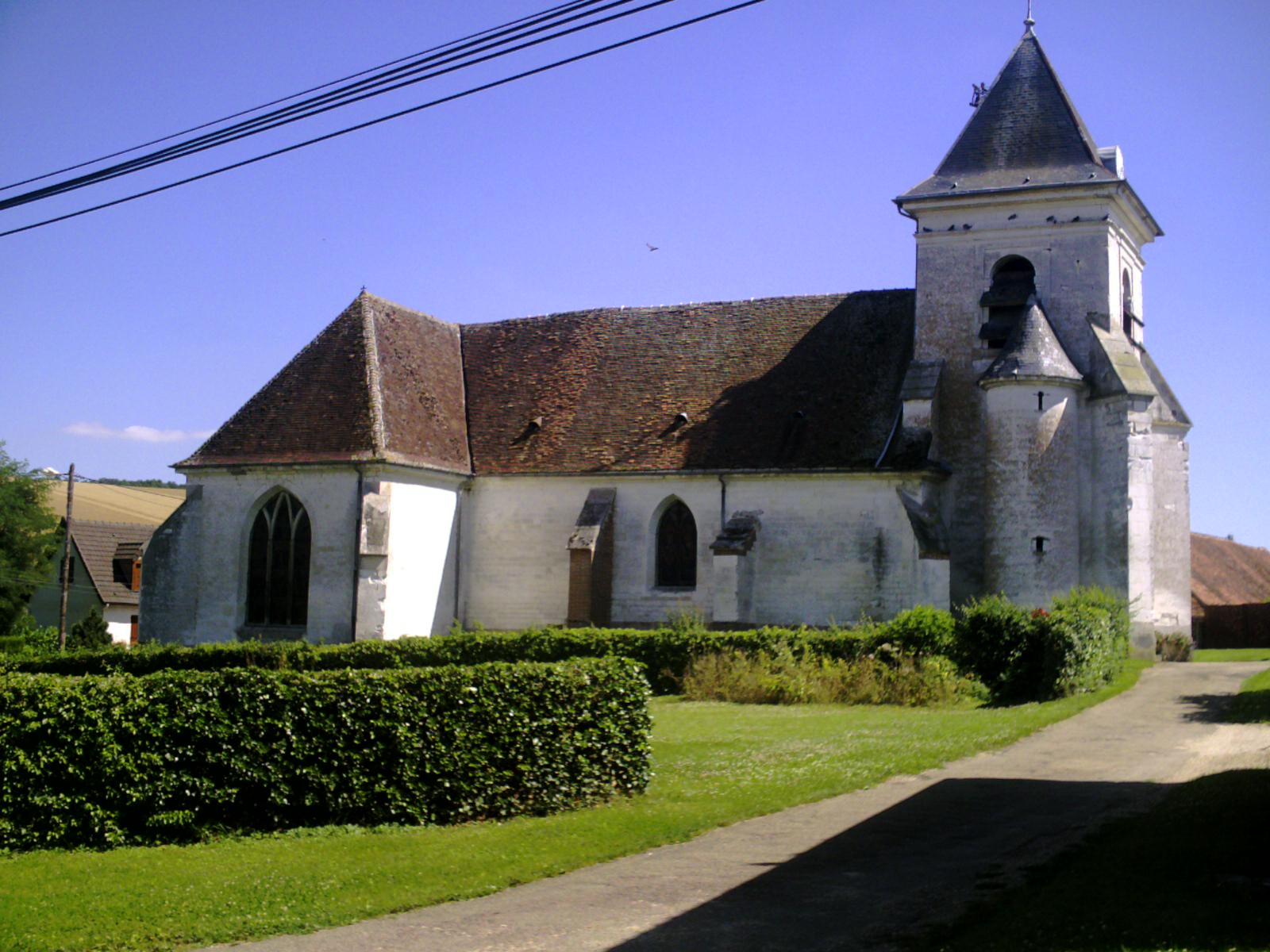
Церковь Сен-Никола